# 哈諾
哈諾（西班牙語：Jano），是洪都拉斯的城鎮，位於該國西部，由奧科特佩克省負責管轄，始建於1791年，面積362.71平方公里，海拔高度790米，2001年人口3,032，人口密度每平方公里8.36人。
15°3′N 86°30′W / 15.050°N 86.500°W